# Surdez prelinguística
A surdez prelinguística refere-se à deficiência auditiva de quem nasce com audição insuficiente para adquirir a fala normalmente, ou que perdeu a audição antes da idade em que a fala é adquirida.